# 桃花岛鳞毛蕨
桃花岛鳞毛蕨（学名：Dryopteris hondoensis）为鳞毛蕨科鳞毛蕨属下的一个种。